# Dominik Sedlar
Dominik Sedlar (Zagreb, 20. prosinca 1979.), hrvatsko-američki filmski redatelj, producent i scenarist.

## Životopis
Dominik Sedlar rođen je u Zagrebu 1979. godine, gdje je odrastao i završio rano obrazovanje. Godine 1994. odlazi u Ameriku i u New Yorku upisuje Professional Children's School, koju polazi do 1998. Također je polazio i Tisch School of the Arts na Sveučilištu New York.
Redateljski debi imao je s 15 godina kada je korežirao dokumentarni film The Mozart of Basketball – The Story of Drazen Petrovic. Dosad je režirao 15 filmova: tri igrana i dvanaest dokumentarnih filmova. Od istaknutijih njegovih ranijih filmskih ostvarenja tu je Jeruzalemski sindrom, koji je 2004. na Venecijanskom filmskom festivalu osvojio posebnu nagradu.
S ocem Jakovom Sedlarom režirao je 2006. godine dokumentarni film Searching for Orson, film o nepoznatim i nikad dovršenim filmovima Orsona Wellesa. Narator u filmu je Peter Bogdanovich, a uz njega se u intervjuima pojavljuju Steven Spielberg, Frank Marshall, Paul Mazursky, James Earl Jones, Merv Griffin, Henry Jaglom i Oja Kodar. Film je svečanu premijeru imao 2006. godine na AFI FEST-u u Los Angelesu.
Godine 2014. napisao je i režirao indie-komediju In Between Engagements s Armandom Assanteom u glavnoj ulozi, koja je diljem svijeta distribuirana putem streaming platforme Amazon Prime, kao i sportsku povijesnu dramu The Match iz 2021. s Franco Nerom, Casparom Phillipsonom i Armandom Assanteom u glavnim ulogama. Potonji film prodan je u više od 70 država svijeta, igrao je u više od 50-ak američkih kina: američku televizijsku premijeru imao je 2. prosinca 2021. na Showtime Networks-u.
Godine 2022. napisao je i režirao dramu The Conversation (Razgovor) s Casparom Phillipsonom i Dylanom Turnerom u glavnim ulogama, koja se temelji na istinitoj priči o jedinom susretu kardinala Alojzija Stepinca i Josipa Broza Tita.

## Filmografija

### Igrani filmovi
- 2003. – Mercy of the Sea, Blackstone Media Arts, Orlando films & Capistrano films
- 2004. – Syndrome Jerusalem, Orlando films
- 2014. – In Between Engagements, VISION Studios
- 2021. – The Match, VISION Studios & Olledorff Center
- 2022. – The Conversation, Croatia film & Quiet storm productions
- 2025. – Vindicta, Bullet Entertainment, Croatia film[8]

### Dokumentarni filmovi
- 1995. – The Mozart of Basketball – The Story of Drazen Petrovic, IPI International
- 1997. – Croatia: Land of 1,100 Islands & 101 Dalmatians, Blackstone Media Arts
- 2005. – Croatian seas, Blitz films (distributor)
- 2006. – Searching for Orson, Filmind
- 2011. – Caffe Auschwitz, VISION Studios
- 2014. – Anne Frank, Then and Now, FILMIND & Ollendorff Center
- 2016. – The Righteous Gypsy, Ollendorf Center

## Vanjske poveznice
- Dominik Sedlar u internetskoj bazi filmova IMDb-u (engl.)
- Moviefit: Dominik Sedlar